# Позиции в футболе
Позиция в футболе — обозначение самого частого местонахождения футболиста на поле и главной задачи которую он выполняет. Всего играют 11 игроков, 10 из них называют полевыми игроками, а одного вратарём.

## Нападающие
Напада́ющий — атакующий игрок, располагающийся ближе всех к воротам соперника. Основной целью нападающих является забивание голов. Такого игрока называют также форвардом (от англ. forward — передний), страйкером (от англ. striker — бьющий) и другими терминами.

### Форвард
У центрального нападающего, или центрфорварда (англ. centre forward), или «чистого нападающего» одна задача — забить мяч в ворота соперника. Большинство находится в штрафной или рядом с ней, постоянно ища возможность принять мяч и ударить по воротам. Таких игроков часто называют «лисой в клетке» (англ. Fox in the box), потому что они перемещаются в основном по штрафной соперника. Им необязательно иметь высокую скорость, главное — появиться в нужном месте в нужное время и технично ударить по мячу.
Другой тип центральных нападающих — мощные, физически развитые игроки, умеющие хорошо играть головой и прикрывать мяч (часто именуются «столбами»). Вся команда работает на то, чтобы подавать им мячи, и они либо забивают ударом головы, либо, укрывая мяч, протаскивают его в штрафную и забивают гол.
Некоторые нападающие данной позиции забивают голы исключительно благодаря филигранной технике владения мячом. Получая передачу, они на высокой скорости прорываются в штрафную и обманными движениями освобождаются от защиты, а оставшись наедине с вратарём или пустыми воротами, вколачивают мяч в сетку.
Многие игроки грамотно используют все приёмы для того, чтобы добиться результата. Они могут воспользоваться любой возможностью благодаря своим широким умениям — способности читать игру, применить нестандартный ход — и забить мяч в ворота.
Существует традиция присваивать игрокам данного амплуа девятый номер; считается, что она пошла от Дикси Дина, забившего в сезоне 1927/1928 60 голов в чемпионате Англии.
Среди нападающих такого типа известны Роналдо, Герд Мюллер, Алан Ширер.

#### Оттянутый нападающий
Оттянутый нападающий обычно играет между нападающими и полузащитой. Впервые с нападающим на такой позиции стала играть сборная Венгрии конца 1940-х — середины 1950-х годов, в которой эту роль исполнял Нандор Хидегкути. Команда Великолепных венгров, как её называли тогда, была лидером мирового футбола тех лет и стала одной из величайших команд всех времён.
Популярность этой позиции принесла сборная Италии: итал. trequartista — игрок, который не играет ни в нападении, ни в полузащите, но держит все нити игры. Сейчас таких игроков называют плеймейкерами.
Независимо от названия, такой игрок выполняет не только задачи в нападении, но и оборонительные задачи. На это место выбирается либо полузащитник с хорошими атакующими способностями, либо нападающий, способный грамотно играть в отборе мяча. Так повелось, что чаще всего игрок этого амплуа имеет десятый номер, в честь Пеле.
В качестве примера нападающих такого типа можно привести: Пеле, Диего Марадона, Лионель Месси, Ференц Пушкаш, Йохан Кройф, Деннис Бергкамп, Алессандро Дель Пьеро, Роберто Баджо, Дидье Дрогба

### Крайний нападающий
Крайний нападающий или вингер (англ. winger — фланговый) располагается на фланге атаки. Его задача — стремительный проход с мячом по флангу с последующим пасом. Классический вингер должен обладать хорошей скоростью, контролем мяча и техникой коротких и дальних передач. 
К классическим крайним нападающим можно отнести Райана Гиггза, Педро Родригеса, Нани и Лукаса Моуру. 
Вариант правоногих левофланговых вингеров или левоногих правофланговых вингеров в настоящее время выделяются в отдельную категорию инсайд-форвардов или полусредних нападающих. 
Современные крайние нападающие редко служат для навесов и сосредоточены в большей степени на завершении атак.

#### Полусредний нападающий
Полусредние или инсайды присутствовали в классических схемах «пирамида» и «дубль-вэ», располагаясь между крайним и центральным нападающими. При атаке они располагались по направлению примерно под 45° к воротам, а в «дубль-вэ» при этом — немного позади прочих форвардов и ассистировали им. В настоящее время инсайды располагаются на флангах как крайние нападающие, но действуют с установкой врываться в штрафную площадь и открывая пространство для атаки крайними защитниками. Подобное тактическое решение работает, если рабочая нога инсайда отличается от фланга, на котором он находится. Примером современных инсайдов являются Арьен Роббен, Неймар, Мохаммед Салах, Эден Азар и Алексис Санчес.

## Полузащитники
Полузащи́тник (англ. Midfielder; жарг. хавбе́к, от англ. half-back — полузадний) — игрок футбольной команды, действующий между защитой и нападением. Основной задачей полузащитников является помощь игрокам обороны и нападения, в зависимости от игровой ситуации.

### Центральный опорный полузащитник
У опорного полузащитника очень много названий: в бразильском португальском — волан, в испанском — рулевой, в португальском — замок, по-русски — волнорез.
Игрок этой позиции схож по функциям с центральным полузащитником, но больше внимания уделяет обороне. Появление этой роли связано с тем, что атакующий игрок, если позволить ему набрать скорость, не навязывая борьбы, часто в состоянии без труда обыграть защитников у ворот соперника, а затем нанести удар. Следовательно, его необходимо встречать раньше, чем и занимаются опорники. Также они прерывают передачи, прессингуют противника, страхуют своих фланговых защитников, ушедших помогать атаке или помогают атаке сами и так далее. Перехватив мяч, опорные могут отдать передачу или самостоятельно «потащить» мяч вперед, «разгоняя» атаку. Всё это требует от опорных высокой работоспособности, физической мощи, умения «читать» игру, надёжности, желательно владение дальним пасом и ударом, дриблинг и скорость.
Среди полузащитников такого типа известны Жилберту Силва, Дунга, Клод Макелеле.

### Центральный полузащитник
Центральный полузащитник занимается организацией игры команды — созданием голевых моментов для себя или товарищей по команде. Для этого от него требуются хорошее игровое мышление и видение поля, искусство паса, поставленный удар, желательны умение играть головой, физическая мощь, скорость и дриблинг. Центральные полузащитники довольно много отрабатывают и в обороне.

### Центральный атакующий полузащитник
Атакующие полузащитники действуют ближе к линии атаки собственной команды, создавая голевые моменты для нападающих, а также самостоятельно нанося удары по воротам соперника.
В наиболее популярной в настоящее время схеме 4-2-3-1 эта роль объединена с ролью оттянутого нападающего, в связи с чем их стали также называть «десятый номер», а также «диспетчер» или «плеймейкер», поскольку, располагаясь в центре атакующего порядка своей команды, он обладает широкими возможностями для передач и самостоятельных действий.
Среди игроков такого амплуа известны Пеле, Кака, Мишель Платини, Зико.

### Фланговый полузащитник
Крайние полузащитники действуют в непосредственной близости от боковой линии. В классических схемах располагались позади крайних нападающих. В современном футболе выполняют и их функцию, в связи с чем их также стали называть «вингерами» (от англ. winger), а отнесение амплуа игрока к крайнему нападающему или крайнему полузащитнику стало во многом условным. 
Помимо подключений к атакам, от этих полузащитников требуется защита их игровых зон от проходов крайних защитников и опорных соперника.
Крайний полузащитник может быть и бровочником; разница с защитником здесь состоит в степени нацеленности на атаку, которая (степень) поддерживается расположением партнёров.
Среди игроков такого амплуа известны Гарринча, Стэнли Мэтьюз, Робер Пирес, Криштиану Роналду.

## Защитники
Защитник (англ. defender; устаревшее наименование бэк или фулбэк, от англ. задний) — игрок, специализирующийся на выполнении оборонительных функций. В футболе действует между вратарём и полузащитниками, преимущественно на своей половине поля и чаще всего вблизи своей штрафной площади. Его основная цель — не давать нападающим противника возможности забить гол, обработать мяч, подойти к воротам, ударить по воротам.

### Центральный защитник
Центральный защитник (англ. Centre-back или centre half или central defender или stopper), как следует из названия, играет вблизи центральной оси поля. Основная цель — сохранить ворота в неприкосновенности и вообще не подпустить нападающих, обычно центрфорвардов, на ударную позицию. Центр поля — очень важная зона; помимо номинальных центральных нападающих сюда, к ним на помощь, могут прийти крайние нападающие либо полузащитники. В современном футболе команды играют в два, реже три центральных защитника, между которыми важна сыгранность.
Существует две основные оборонительные стратегии — зональная защита, когда каждый из защитников следит за определённой зоной поля, и персональная, когда каждый защитник следит за нападающим, которого ему указал тренер.
Обычно центральные защитники — физически крепкие, высокие игроки с отличным умением играть головой и действовать в отборе мяча. В слабых клубах на них ложится только функция защиты. Однако, для серьёзного клуба очень важно на этой позиции иметь грамотного игрока, способного видеть поле, умеющего отдать хороший пас, который может моментально перевести игру от обороны к атаке.
Часто центральные защитники идут в штрафную соперника при подаче угловых и розыгрыше штрафных, поскольку умение играть головой и высокий рост позволяют им забить гол.
Среди защитников такого типа известны Бобби Мур, Паоло Мальдини, Фабио Каннаваро.

### Свободный защитник (либеро)
Свободный защитник или свипер (англ. sweeper от англ. sweep up — подметать), или чистильщик, или либеро (итал. libero — свободный) — разновидность центрального защитника, использовавшаяся в итальянской схеме 60-х годов катеначчо. Основной его задачей является отбор и «вынос» мяча, как только нападающий приближается с ним к воротам. У футболиста этого амплуа нет чёткого места на поле и «подопечного» игрока, с чем и связано его название. Как правило, свободные защитники располагаются за спинами партнёров по обороне, действующих персонально против форвардов соперника. Они выполняют чисто защитные функции и играют «на отбой». На этой позиции принято использовать футболистов с отличным видением поля и развитым предчувствием, ведь если либеро не сможет «подчистить» ошибку партнёра, то перед нападающим останется только вратарь.
Среди защитников такого типа известны Франц Беккенбауэр, Франко Барези.

### Фланговый защитник
Крайние защитники действуют справа и слева от центральных, располагаясь почти на «бровке» поля. При игре в 4 защитника подключаются в атаку по своему флангу эпизодически. В настоящее время располагаются немного впереди центральных и совмещают роль с ролью крайнего полузащитника, что в английской терминологии называется вингбэк (англ. wingback от wing — крыло, в отличие от традиционного англ. back).
В построениях 5-3-2, 3-5-2 и 3-4-3 они называются бровочниками или латералями (от итал. laterale — боковой) и выполняют огромный объём «беговой» работы, отвечая за всю бровку.
Их подключения в атаку позволяют использовать для атаки всю ширину поля, «растягивая» оборону соперника. Часто используются для прорыва по флангу с последующим навесом в штрафную.
Важными качествами для этой позиции являются скорость и выносливость.
Среди защитников такого типа известны Кафу, Роберто Карлос, Хавьер Санетти, Джанлука Дзамбротта.

## Вратарь
Врата́рь (также голкипер от англ. goalkeeper) — игрок, защищающий ворота. Основная цель — не давать игрокам команды-соперника забить гол. Чаще всего играет вблизи ворот, в т. н. штрафной площади.Вратарь — единственный игрок, который может умышленно касаться мяча руками (не считая вбрасываний после аута). Он отбивает удары по воротам, перехватывает навесы и пасы в штрафную площадь и площадь ворот, а также отбирает мячи при выходе «один на один».
С 1912 года право вратаря умышленно касаться мяча руками ограничено территорией штрафной площади у защищаемых ворот (до того вратарь мог играть руками на всей своей половине поля). За пределами этой территории вратарь действует как обычный полевой игрок (в частности, за касание мяча руками за пределами своей штрафной площади вратарь наказывается так же, как был бы наказан в этой ситуации полевой игрок). Но, находясь в своей штрафной площади, вратарь может и забить гол, бросив мяч рукой, и этот гол будет засчитан. Такой случай произошел в 1971 году в Чемпионате СССР, вратарь бросил мяч в собственные ворота .
Однако вратарь не может касаться руками мяча в ситуации, когда он получает пас от игрока своей команды (исключая легитимные пасы любой частью тела, которая находится выше пояса, либо остановив мяч ногой, а после взяв мяч в руки), в том числе из аута. Игра руками после случайного отскока мяча от своего игрока нарушением не считается. Если вратарь принял мяч руками после намеренного паса от игрока своей команды, то при этом нарушении назначается свободный удар.